# 壹个村小
壹个村小是一个设立于中国的关注教育的非政府组织。该项目通过从全国募捐物资，用以支持贫困地区学生的各项费用，以及为贫困山区的小学修建图书室或体育设施，目标是让山村的孩子得到和城里孩子一样公平的教育机会。